# Hyacinthe (actor)

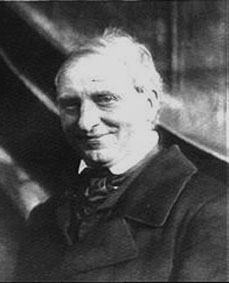
Hyacinthe

Louis Hyacinthe Duflost, llamado Hyacinthe, fue actor y cantante de opereta francés nacido en Amiens, el 15 de abril de 1814 y muerto em París el 8 de mayo de 1887.
Comienza muy pronto el oficio de actor pasando por diversos teatros de París: la Ambigu, el Vaudeville, el Variétés. En 1847 entra en el Palais-Royal donde permanecerá hasta su muerte. Una parte de su reputación como actor se fundamentaba en el aspecto monumental de su nariz. Interpretaba a menudo personajes de carácter "idiota". Vivió en Montmartre con su mujer e hijos.
Figuró en el reparto de numerosas obras de Eugène Labiche.